# Ernestinische Herzogtümer
Als Ernestinische Herzogtümer bzw. Sächsische Herzogtümer bezeichnet man eine wechselnde Zahl von kleinen Herzogtümern im heutigen Thüringen, Sachsen-Anhalt, Sachsen und in Ober- und Unterfranken, die durch Erbteilung unter den Nachkommen des Herzogs und Kurfürsten Ernst von Sachsen-Wittenberg entstanden.

## Vorgeschichte

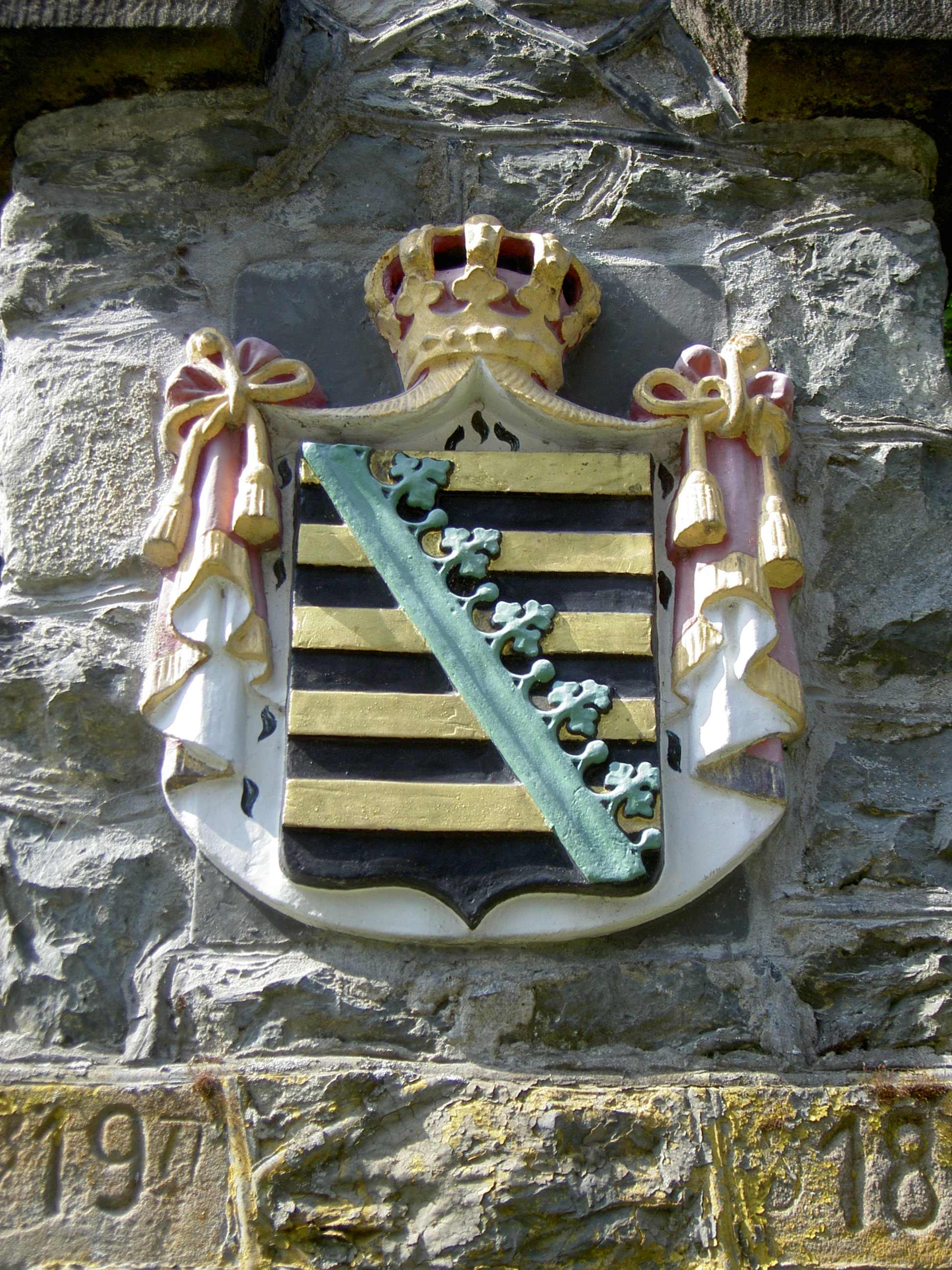
Wappen der Ernestiner auf einem Grenzstein

Das Haus Wettin teilte sich 1485 in zwei Linien (Leipziger Teilung), die jüngere Albertinische, begründet von Albrecht dem Beherzten, die das spätere Kurfürstentum Sachsen (Residenz Dresden) sowie zeitweilig auch Polen-Litauen regierte, und die ältere Ernestinische, die zunächst die Kurwürde erhielt (Residenz Wittenberg).
Während die Albertiner von vornherein die Primogenitur einführten und damit den Zusammenhalt ihres Landesteiles sicherten, verblieben die Ernestiner bei der Erbteilung, was zur Jahrhunderte andauernden Zersplitterung (einschließlich deren folgender Neu- und Umordnung) der ernestischen Gebiete führte, die letztlich erst nach dem Ersten Weltkrieg beendet wurde: Die jeweiligen Änderungen (und die daraus entstandenen jeweiligen Herzogtümer) erfassten, im historischen Verlauf gesehen, zum Schluss nur Flächen, die nach heutigen Maßstäben größenmäßig noch nicht einmal einem Landkreis entsprechen.
Im Jahr 1547 verloren die Ernestiner aufgrund der Wittenberger Kapitulation die Kurwürde mit dem Herzogtum Sachsen(-Wittenberg) und die meisten ihrer Erblande an die Albertiner und konnten zunächst auch nur einen Teil ihrer thüringischen Besitzungen behaupten, nämlich die Ämter, Städte und Schlösser Gerstungen, Eisenach, Wartburg, Kreuzburg, Tenneberg, Waltershausen, Leuchtenburg, Roda, Orlamünde, Gotha, Jena, Kapellendorf, Roßla, Weimar, Wachsenburg, Dornburg, Camburg, Buttstädt, Arnshaugk, Weida, Mildenfurth und Ziegenrück.
Zum ernestinischen Gesamtbesitz kamen nach dem Tode des Herzogs Johann Ernst I. von Coburg 1553 noch die Ämter Coburg, Sonneberg, Hildburghausen, Königsberg, Veilsdorf und Schalkau. Weitere Territorien erhielten die Ernestiner 1554 durch den Naumburger Vertrag von Kurfürst August aus der albertinischen Linie, d. h. die Ämter Altenburg, Eisenberg, Sachsenburg und Herbesleben (ohne Tennstedt), die Städte Auma, Neustadt, Pößneck und Triptis sowie den Besitz der aufgelösten Klöster Volkenroda und Oldisleben. 1555 ertauschten sie von den Grafen von Mansfeld die Herrschaft Römhild. Endlich erwarb das Ernestinische Haus aus der hennebergischen Erbschaft (1583) einen Anteil von 7/12, definitiv allerdings erst 1660, nämlich die Ämter Meiningen, Themar, Maßfeld, Behrungen, Henneberg, Milz, Ilmenau, Kaltennordheim, Frauenbreitungen, Sand und Wasungen.

## Herzogtümer

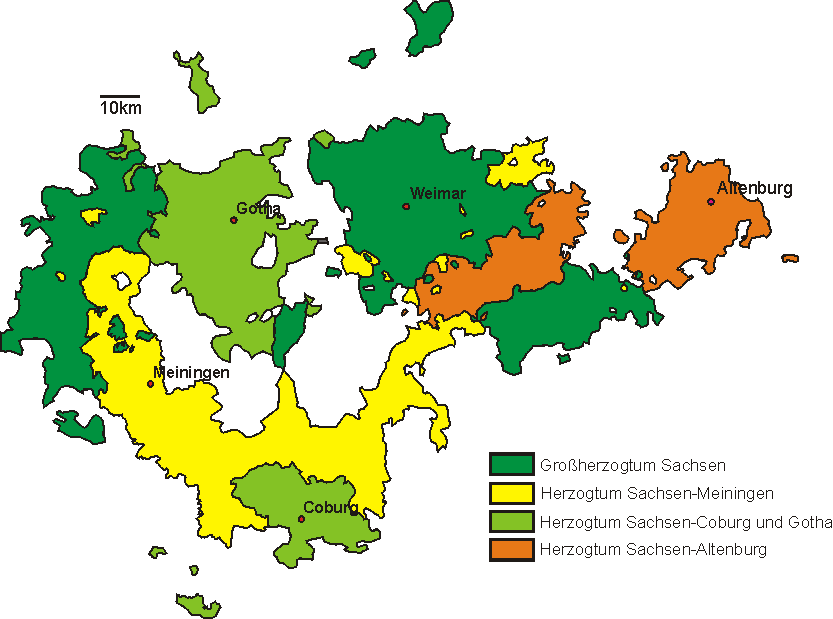
Ernestinische Herzogtümer bzw. ein Großteil der Thüringischen Staaten nach 1826 bis 1918

Die ernestinischen Gebiete waren spätestens ab 1573, also kaum ein Jahrhundert nach der Leipziger Teilung, durch die fortwährende Erbteilung stark zersplittert worden (siehe hierzu Zeittafel unten). Die dadurch entstandenen Teilherzogtümer bezeichnet man als Ernestinische oder sächsische Herzogtümer. Zeitweise existierten bis zu zehn einzelne Herzogtümer gleichzeitig. Die zur politischen Bedeutungslosigkeit führende Zersplitterung der ernestinischen Herzogtümer und der benachbarten reußischen und Schwarzburger Fürstentümer machten Thüringen zum Musterbeispiel der Kleinstaaterei („Duodezfürstentümer“, „Operettenstaaten“) innerhalb des Deutschen Bundes.
Im Jahr 1826 kam es, nach dem Aussterben des Hauses Sachsen-Gotha-Altenburg, mit dem Schiedsspruch König Friedrich Augusts I. von Sachsen zur letzten Neugliederung der Herzogtümer Sachsen-Gotha, Sachsen-Altenburg, Sachsen-Meiningen, Sachsen-Hildburghausen und Sachsen-Coburg-Saalfeld.
Der Herzog von Sachsen-Hildburghausen tauschte sein Herzogtum mit Sachsen-Altenburg. Die Linie Sachsen-Meiningen bekam Sachsen-Hildburghausen und von Sachsen-Coburg-Saalfeld den Saalfelder Landesteil sowie das Amt Themar und die Orte Mupperg, Mogger, Liebau und Oerlsdorf. Das Herzogtum Sachsen-Coburg-Saalfeld erhielt dafür das Herzogtum Sachsen-Gotha, von Sachsen-Hildburghausen die Ämter Königsberg und Sonnefeld und von Sachsen-Meiningen die Güter Callenberg und Gauerstadt und wurde zum neuen Doppelherzogtum Sachsen-Coburg und Gotha. Das zwischenzeitlich beim Wiener Kongress zum Großherzogtum erhobene und territorial wesentlich vergrößerte Sachsen-Weimar-Eisenach blieb davon ausgespart.
Erst in diesem Zusammenhang wurde das Prinzip der Primogenitur bei den Ernestinern, d. h. rund dreieinhalb Jahrhunderte nach der Leipziger Teilung 1485, endgültig eingeführt.
1867 traten die vier verbliebenen Ernestinischen Staaten dem Norddeutschen Bund bei, bevor aus ihnen – nach Novemberrevolution 1918 und Abschaffung der Monarchie –, zusammen mit den Freistaaten Schwarzburg-Rudolstadt, Schwarzburg-Sondershausen sowie dem Volksstaat Reuß, in den Jahren 1919 bis 1920 das Land Thüringen entstand und der Freistaat Coburg nach einer Volksbefragung am 1. Juli 1920 zum Freistaat Bayern kam.

### Bestandsdauer der einzelnen Herzogtümer
| Sachsen-Altenburg        | von 1603 bis 1672 und von 1826 bis 1918                    |
| Sachsen-Coburg           | von 1596 bis 1633 und von 1681 bis 1699                    |
| Sachsen-Coburg-Eisenach  | von 1572 bis 1596                                          |
| Sachsen-Coburg-Saalfeld  | von 1735 bis 1826                                          |
| Sachsen-Coburg und Gotha | von 1826 bis 1918                                          |
| Sachsen-Eisenach         | von 1596 bis 1638, von 1640 bis 1644 und von 1662 bis 1741 |
| Sachsen-Eisenberg        | von 1680 bis 1707                                          |
| Sachsen-Gotha            | von 1640 bis 1680                                          |
| Sachsen-Gotha-Altenburg  | von 1681 bis 1826                                          |
| Sachsen-Hildburghausen   | von 1680 bis 1826                                          |
| Sachsen-Jena             | von 1672 bis 1690                                          |
| Sachsen-Meiningen        | von 1680 bis 1918                                          |
| Sachsen-Römhild          | von 1680 bis 1710                                          |
| Sachsen-Saalfeld         | von 1680 bis 1735                                          |
| Sachsen-Weimar           | von 1572 bis 1741                                          |
| Sachsen-Weimar-Eisenach  | von 1741 bis 1918 (ab 1903: Großherzogtum Sachsen)         |

### Wappen

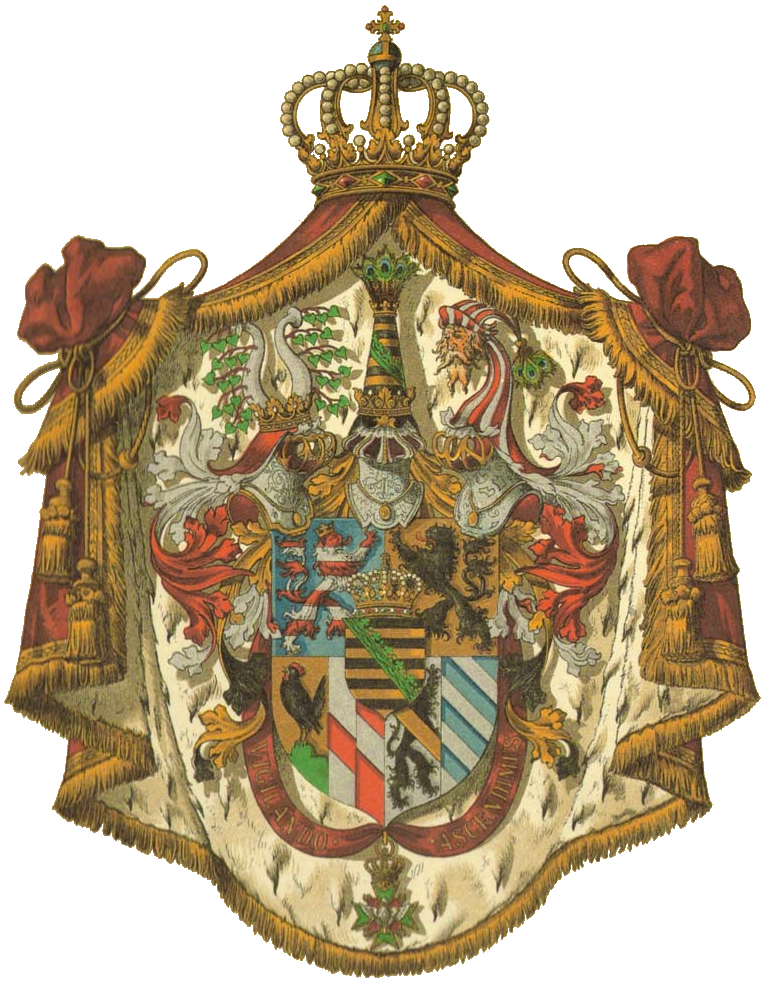
Großherzöge von Sachsen-Weimar
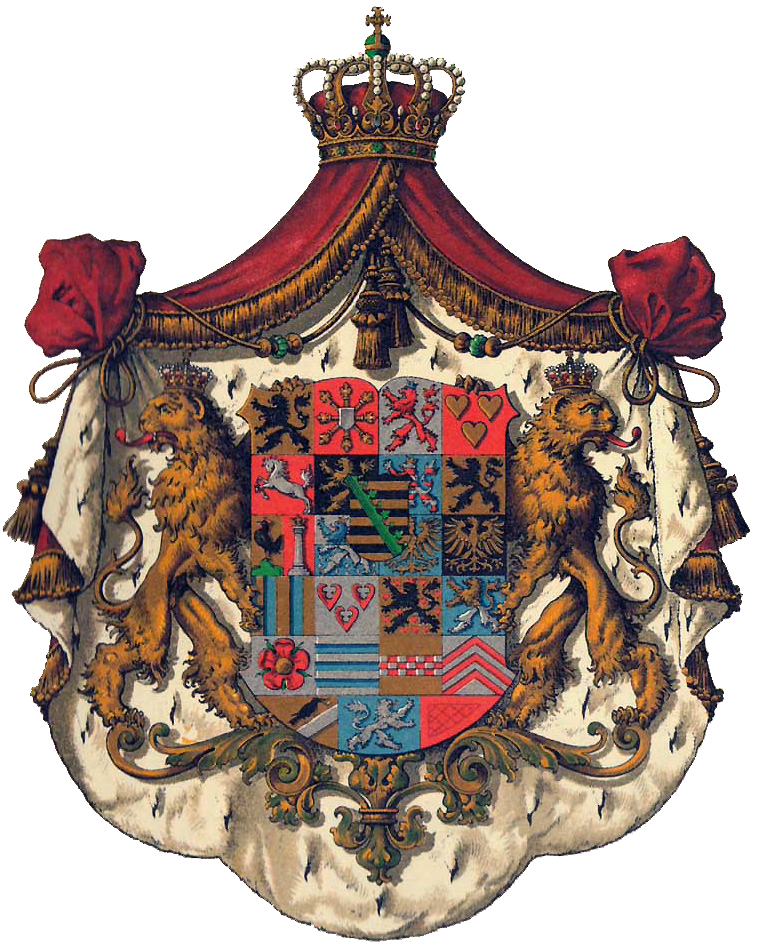
Herzöge von Sachsen-Coburg und Gotha
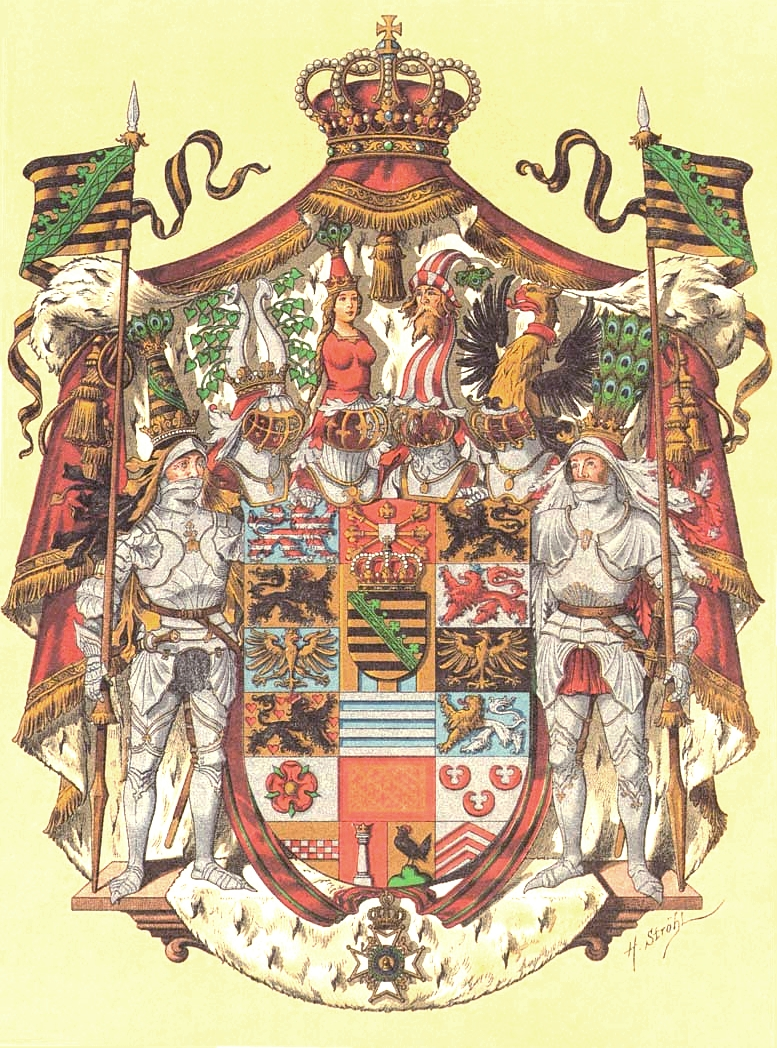
Herzöge von Sachsen-Meiningen
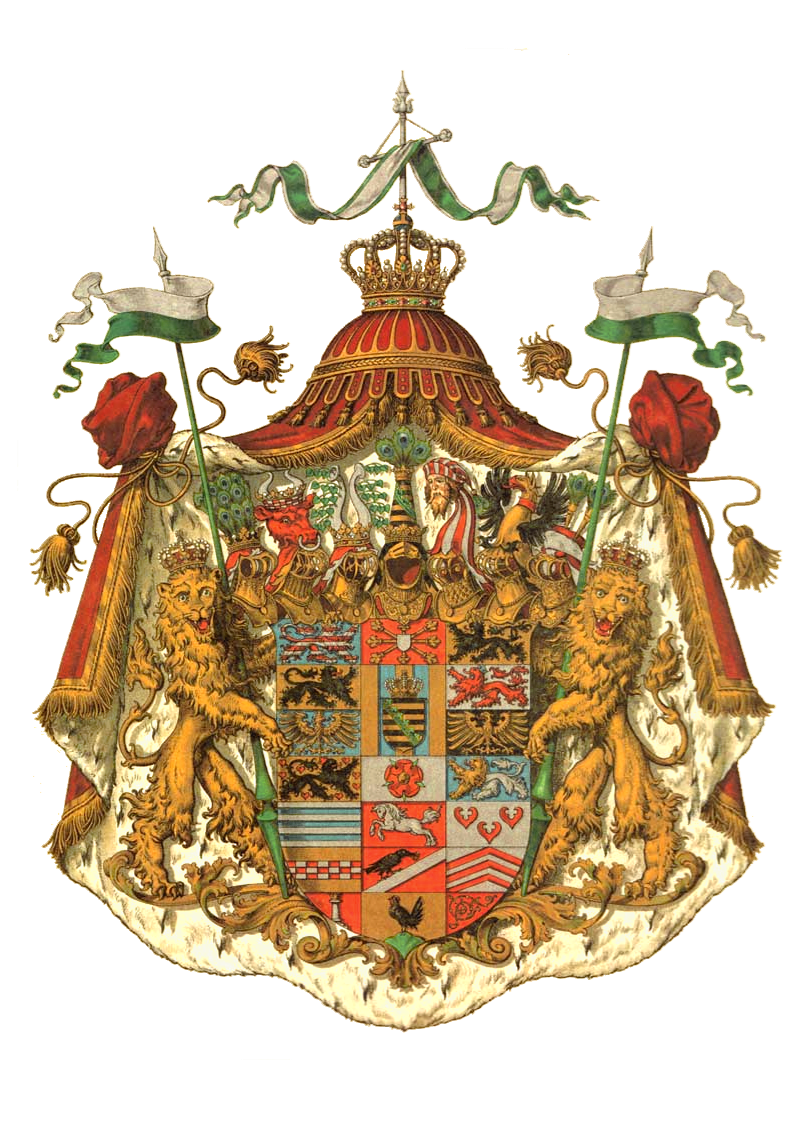
Herzöge von Sachsen-Altenburg

## Zeittafel
- 1546/1547: In der Folge des Schmalkaldischen Krieges verlieren die Ernestiner ihre Kurwürde und die kursächsischen Besitzungen und bleiben fortan auf ihre thüringischen Besitzungen (Ämter Weimar, Jena, Saalfeld, Weida, Gotha, Eisenach und Coburg) beschränkt, können jedoch noch im gleichen Jahr die Ämter Dornburg, Camburg und Roßla hinzuerwerben.
- 1553: Die Ämter Coburg, Sonneberg, Hildburghausen, Königsberg in Franken, Veilsdorf und Schalkau fallen nach dem Tode von Herzog Johann Ernst wieder zurück.
- 1554: Die Ernestiner erwerben die Ämter Sachsenburg, Altenburg, Herbsleben und Eisenberg hinzu.
- 1555: Die Ernestiner erwerben das Amt Römhild hinzu.
- 1567: Als Entschädigung für die Kosten der Reichsexekution gegen Johann Friedrich II. gehen die vier „assekurierten Ämter“ Arnshaugk, Weida mit Mildenfurth, Sachsenburg und Ziegenrück an Kursachsen verloren.
- 1572: Die Besitzungen werden in die Herzogtümer Sachsen-Coburg-Eisenach und Sachsen-Weimar aufgeteilt.
- 1583: Die Ernestiner erwerben die Ämter Meiningen, Themar, Maßfeld, Behrungen, Henneberg, Milz, Ilmenau, Kaltennordheim, Frauenbreitungen, Sand und Wasungen zur gesamten Hand (1660/1661 aufgeteilt zwischen Sachsen-Weimar und Sachsen-Altenburg).
- 1596: Sachsen-Coburg-Eisenach wird in die Herzogtümer Sachsen-Coburg und Sachsen-Eisenach aufgeteilt.
- 1603: Von Sachsen-Weimar wird das Herzogtum Sachsen-Altenburg abgeteilt.
- 1633: Nach dem Erlöschen der Linie Sachsen-Coburg fallen Titel und Land an Sachsen-Eisenach: wieder Sachsen-Coburg-Eisenach.
- 1638: Nach dem Erlöschen der Linie Sachsen-Coburg-Eisenach wird das Land zwischen Sachsen-Weimar und Sachsen-Altenburg aufgeteilt.
- 1640: Von Sachsen-Weimar werden die Herzogtümer Sachsen-Eisenach und Sachsen-Gotha abgeteilt.
- 1644: Nach dem Erlöschen der Linie Sachsen-Eisenach wird das Land zwischen Sachsen-Weimar und Sachsen-Gotha aufgeteilt.
- 1656 (Exkurs): Als Folge des Westfälischen Friedens werden die albertinischen Herzogtümer Sachsen-Zeitz, Sachsen-Merseburg und Sachsen-Weißenfels als kursächsische Sekundogenitur-Fürstentümer errichtet, die in den Jahren 1718, 1738 und 1746 durch Erlöschen der jeweiligen Nebenlinie allerdings wieder an Kursachsen zurückfallen.
- 1662: Von Sachsen-Weimar wird das Herzogtum Sachsen-Eisenach abgeteilt.
- 1672: Nach dem Erlöschen der Linie Sachsen-Altenburg fallen Titel und drei Viertel des Landes an Sachsen–Gotha: Sachsen-Gotha-Altenburg; von Sachsen-Weimar wird das Herzogtum Sachsen-Jena abgeteilt.
- 1680: von Sachsen-Gotha-Altenburg werden abgeteilt:
  - Sachsen-Coburg
  - Sachsen-Eisenberg
  - Sachsen-Hildburghausen
  - Sachsen-Meiningen
  - Sachsen-Römhild
  - Sachsen-Saalfeld
- 1690: Nach dem Erlöschen der Linie Sachsen-Jena wird das Land zwischen Sachsen-Weimar und Sachsen-Gotha-Altenburg aufgeteilt.
- 1699: Nach dem Erlöschen der Linie Sachsen-Coburg fallen Titel und große Teile des Landes Sachsen-Coburg an Sachsen-Coburg-Saalfeld.
- 1707: Nach dem Erlöschen der Linie Sachsen-Eisenberg fällt das Land an Sachsen-Gotha-Altenburg.
- 1710: Nach dem Erlöschen der Linie Sachsen-Römhild wird das Land zwischen Sachsen-Gotha-Altenburg, Sachsen-Coburg-Saalfeld, Sachsen-Meiningen und Sachsen-Hildburghausen aufgeteilt.
- 1741: Sachsen-Weimar wird durch den Anfall Eisenachs zum Herzogtum Sachsen-Weimar-Eisenach
- 1747: Sachsen-Coburg-Saalfeld führt die Primogenitur ein.
- 1804: Carl Friedrich von Sachsen-Weimar-Eisenach heiratet Maria Pawlowna und bringt dadurch sein Herzogtum unter das Protektorat von Zar Alexander I.
- 1815: Sachsen-Weimar-Eisenach wird auf dem Wiener Kongress zum Großherzogtum erhoben. Es erhält von Preußen abgetretene Teile des Erfurter Landes und das Blankenhainer Gebiet sowie die kursächsischen Ämter Weida und Neustadt an der Orla/Arnshaugk (Neustädter Kreis) und weitere Gebietsarrondierungen zugesprochen (u. a. vom ehemaligen geistlichen Fürstentum Fulda die Ämter Geisa und Fischberg, von Kurhessen die Ämter Vacha und Frauensee, die Herrschaft Lengsfeld, das Gericht Völkershausen und Teile des Amts Friedewald und der Vogtei Kreuzberg).
- 1826: Nach dem Erlöschen der Linie Sachsen-Gotha-Altenburg tritt Sachsen-Coburg-Saalfeld Saalfeld an Sachsen-Meiningen ab und erhält dafür Titel und Land von Sachsen-Gotha: Sachsen-Coburg und Gotha; Sachsen-Hildburghausen tritt Hildburghausen an Sachsen-Meiningen ab und erhält dafür Titel und Land von Sachsen-Altenburg.
- 1867: Bundesstaaten des Norddeutschen Bundes werden letztlich:
  - Sachsen-Altenburg
  - Sachsen-Coburg und Gotha
  - Sachsen-Meiningen
  - Sachsen-Weimar-Eisenach
- 1903: Sachsen-Weimar-Eisenach wird amtlich als Großherzogtum Sachsen bezeichnet.
- 1919/1920: Die Ernestinischen Herzogtümer gehen nach der Novemberrevolution 1918 und der Abschaffung der Monarchie als Freistaaten in dem neu gebildeten Land Thüringen auf. Der Freistaat Coburg vereinigte sich hingegen am 1. Juli 1920 nach einem Volksentscheid mit dem Freistaat Bayern.

## Wettiner Linien und Fürstentümer 1485–1918 (Grafik)
Überblick über die einzelnen durch Erbteilungen entstandenen Linien und Fürstentümer der Wettiner, seit der Bildung der Ernestiner und Albertiner Linien in der Leipziger Teilung 1485, sowie deren Vererbungen bei ihrem jeweiligen Aussterben. (zum Vergrößern bitte auf das Bild klicken!)